# 179223 Tonytyson
179223 Tonytyson este o planetă minoră (asteroid), cu un diametru de 4,064 km, din centura de asteroizi. A fost descoperită pe 15 octombrie 2001 la Observatorul Apache Point de Sloan Digital Sky Survey și a fost numită după Anthony Tyson⁠(d). 
Obiectul prezintă o orbită caracterizată de o semiaxă mare de 2,7454126448388 UAi, o excentricitate de 0,0022437290009817, o înclinație de 5,9487120165311 ° în raport cu ecliptica.